# Jeff Celentano
Jeff Celentano (geboren am 24. Mai 1960 in Pemberton (New Jersey), Vereinigte Staaten, auch bekannt als Jeff Weston) ist ein US-amerikanischer Filmschauspieler, Filmregisseur, Filmproduzent, Drehbuchautor und Schauspiellehrer.

## Leben
Celentano wurde in Pemberton im US-Bundesstaat New Jersey geboren und ist dort aufgewachsen. Er trat in Filmen auf wie American Fighter II – Der Auftrag, Puppet Master II, Demonic Toys und Robert Altmans The Player. Daneben spielte er in verschiedenen Fernsehserien mit, z. B. Der Denver-Clan, Magnum und Trapper John, M.D.
1994 trat er zum ersten Mal als Regisseur in Erscheinung im Kurzfilm Dickwad, der bei verschiedenen Filmfestivals Preise als beste Filmkomödie gewonnen hat. Außerdem führte er Regie in Filmen wie Under the Hula Moon mit Emily Lloyd, Gunshy – Aus Leidenschaft zum Mörder mit Diane Lane, Primary Suspect mit Lee Majors, Moscow Heat mit Michael York und Breaking Point mit Tom Berenger und Busta Rhymes. Am häufigsten arbeitete er mit Billy Campbell, der in seinen ersten drei Filmen auftrat, sowie Musetta Vander, die darüber hinaus auch noch in seinem vierten Film mitwirkte. Celentano ist Schauspiellehrer und verantwortlicher Leiter für Drama der “The Performer's Academy” im kalifornischen Lake Forest.

## Filmografie (Auswahl)

### Schauspieler
- 1984: Trapper John, M.D. (Folge 5x17)
- 1984: Der Denver-Clan (Folge 4x21)
- 1984: Magnum (Folge 4x20)
- 1987: American Fighter II – Der Auftrag
- 1990: Puppet Master II
- 1992: Demonic Toys
- 1992: The Player

### Regisseur
- 1994: Dickwad (Kurzfilm)
- 1995: Under The Hula Moon
- 1997: Elissa (Kurzfilm)
- 1998: Gunshy – Aus Leidenschaft zum Mörder
- 2000: Primary Suspect – Unter falschem Verdacht
- 2004: Moscow Heat
- 2007: Say It in Russian
- 2009: Breaking Point – Hoffnung stirbt zuerst
- 2014: Echoes of Shannon Street